# Daïra de Fellaoucene
La daïra de Fellaoucene est une daïra d'Algérie située dans la wilaya de Tlemcen et dont le chef-lieu est la ville éponyme de Fellaoucene.

## Localisation
La daïra est située au nord de la wilaya de Tlemcen.

## Communes de la daïra
La daïra de Fellaoucene est composée de trois communes : Aïn Fetah, Aïn Kebira et Fellaoucene.